# Škrilj
Škrilj je naselje v Občini Kočevje brez stalnih prebivalcev.
Na območju naselja Škrilj se nahaja vojaška baza Enote za specialno delovanje Slovenske vojske.